# Campeonato Europeo Sub-18 1980
El Campeonato Europeo Sub-18 1980 se llevó a cabo en Alemania Democrática del 16 al 25 de mayo y contó con la participación de 16 selecciones juveniles de Europa provenientes de una fase eliminatoria.
Inglaterra venció en la final a Polonia para conseguir su octavo título y el torneo fue la eliminatoria europea rumbo a la Copa Mundial de Fútbol Sub-20 de 1981.

## Eliminatoria

### Fase de grupos
| País    | J | G | E | P | GF | GC | GD | Pts |
| ------- | - | - | - | - | -- | -- | -- | --- |
| Francia | 4 | 3 | 1 | 0 | 8  | 3  | +5 | 7   |
| Irlanda | 4 | 1 | 2 | 1 | 3  | 4  | –1 | 4   |
| Bélgica | 4 | 0 | 1 | 3 | 3  | 7  | –4 | 1   |

|  | Irlanda | 2–1 | Bélgica |
|  | Bélgica | 2–3 | Francia |
|  | Francia | 2–0 | Irlanda |
|  | Francia | 2–0 | Bélgica |
|  | Bélgica | 0–0 | Irlanda |
|  | Irlanda | 1–1 | Francia |

### Eliminación Directa
| Equipo 1          | Agr.       | Equipo 2         | Ida | Vuelta |
| ----------------- | ---------- | ---------------- | --- | ------ |
| Irlanda del Norte | 2–0        | Gales            | 2–0 | 0–0    |
| Noruega           | 5–2        | Suecia           | 1–1 | 4–1    |
| Islandia          | 1–5        | Finlandia        | 1–3 | 0–2    |
| Países Bajos      | 3–3 (6–5p) | Escocia          | 2–1 | 1–2    |
| Dinamarca         | 1–7        | Inglaterra       | 1–3 | 0–4    |
| Luxemburgo        | 2–11       | Alemania Federal | 1–5 | 1–6    |
| Portugal          | 5–0        | Malta            | 3–0 | 2–0    |
| España            | 5–0        | Suiza            | 3–0 | 2–0    |
| Italia            | 6–2        | Austria          | 5–1 | 1–1    |
| Polonia           | 6–0        | Chipre           | 5–0 | 1–0    |
| Bulgaria          | 3–2        | Checoslovaquia   | 2–1 | 1–1    |
| Grecia            | 2–3        | Hungría          | 1–0 | 1–3    |
| Unión Soviética   | 0–4        | Yugoslavia       | 0–2 | 0–2    |
| Turquía           | 0–4        | Rumania          | 0–1 | 0–3    |

## Clasificados
| - Bulgaria - Alemania Democrática (anfitrión) - Inglaterra - Finlandia | - Francia - Alemania Federal - Hungría - Italia | - Países Bajos - Irlanda del Norte - Noruega - Polonia | - Portugal - Rumania - España - Yugoslavia |

## Fase de grupos

### Grupo A
| País    | J | G | E | P | GF | GC | GD | Pts |
| ------- | - | - | - | - | -- | -- | -- | --- |
| Italia  | 3 | 2 | 1 | 0 | 6  | 3  | +3 | 5   |
| España  | 3 | 2 | 0 | 1 | 4  | 2  | +2 | 4   |
| Noruega | 3 | 0 | 2 | 1 | 2  | 3  | –1 | 2   |
| Hungría | 3 | 0 | 1 | 2 | 2  | 6  | –4 | 1   |

| 16 mayo | Italia  | 0–0 | España  |
|         | Noruega | 0–0 | Hungría |
| 18 mayo | España  | 2–1 | Noruega |
|         | Hungría | 2-4 | Italia  |
| 20 mayo | España  | 2–0 | Hungría |
|         | Italia  | 1–1 | Noruega |

### Grupo B
| País                 | J | G | E | P | GF | GC | GD | Pts |
| -------------------- | - | - | - | - | -- | -- | -- | --- |
| Países Bajos         | 3 | 2 | 1 | 0 | 5  | 0  | +5 | 5   |
| Alemania Democrática | 3 | 1 | 1 | 1 | 2  | 1  | +1 | 3   |
| Francia              | 3 | 1 | 0 | 2 | 7  | 5  | +2 | 2   |
| Bulgaria             | 3 | 1 | 0 | 2 | 2  | 10 | –8 | 2   |

| 16 mayo | Bulgaria             | 1–0 | Alemania Democrática |
|         | Países Bajos         | 2–0 | Francia              |
| 18 mayo | Países Bajos         | 3–0 | Bulgaria             |
|         | Alemania Democrática | 2–0 | Francia              |
| 20 mayo | Francia              | 7–1 | Bulgaria             |
|         | Alemania Democrática | 0–0 | Países Bajos         |

### Grupo C
| País             | J | G | E | P | GF | GC | GD | Pts |
| ---------------- | - | - | - | - | -- | -- | -- | --- |
| Polonia          | 3 | 3 | 0 | 0 | 7  | 2  | +5 | 6   |
| Rumania          | 3 | 2 | 0 | 1 | 3  | 2  | +1 | 4   |
| Alemania Federal | 3 | 1 | 0 | 2 | 8  | 6  | +2 | 2   |
| Finlandia        | 3 | 0 | 0 | 3 | 3  | 11 | –8 | 0   |

| 16 mayo | Finlandia        | 1-2 | Rumania          |
|         | Polonia          | 3–2 | Alemania Federal |
| 18 mayo | Polonia          | 1–0 | Rumania          |
|         | Alemania Federal | 6–2 | Finlandia        |
| 20 mayo | Rumania          | 1–0 | Alemania Federal |
|         | Finlandia        | 0-3 | Polonia          |

### Grupo D
| País              | J | G | E | P | GF | GC | GD | Pts |
| ----------------- | - | - | - | - | -- | -- | -- | --- |
| Inglaterra        | 3 | 2 | 1 | 0 | 4  | 1  | +3 | 5   |
| Portugal          | 3 | 1 | 2 | 0 | 3  | 2  | +1 | 4   |
| Yugoslavia        | 3 | 0 | 2 | 1 | 3  | 5  | –2 | 2   |
| Irlanda del Norte | 3 | 0 | 1 | 2 | 2  | 4  | –2 | 1   |

| 16 mayo | Irlanda del Norte | 0-1 | Inglaterra        |
|         | Yugoslavia        | 1–1 | Portugal          |
| 18 mayo | Irlanda del Norte | 2–2 | Yugoslavia        |
|         | Inglaterra        | 1–1 | Portugal          |
| 20 mayo | Portugal          | 1–0 | Irlanda del Norte |
|         | Inglaterra        | 2–0 | Yugoslavia        |

## Fase final
|  | Semifinales       | Semifinales       |   |                     | Final               | Final |  |
|  |                   |                   |   |                     |                     |       |  |
|  |                   |                   |   |                     |                     |       |  |
|  | Gera, 23 de mayo  |                   |   |                     |                     |       |  |
|  | Italia            | 0                 |   |                     |                     |       |  |
|  | Polonia           | 2                 |   |                     |                     |       |  |
|  |                   |                   |   |                     |                     |       |  |
|  |                   |                   |   |                     | Leipzig, 25 de mayo |       |  |
|  |                   |                   |   |                     | Polonia             | 1     |  |
|  |                   | Inglaterra        | 2 |                     |                     |       |  |
|  |                   |                   |   |                     |                     |       |  |
|  |                   |                   |   |                     |                     |       |  |
|  |                   |                   |   |                     | Tercer lugar        |       |  |
|  | Halle, 23 de mayo | Halle, 23 de mayo |   | Leipzig, 25 de mayo | Leipzig, 25 de mayo |       |  |
|  | Inglaterra        | 1                 |   | Italia              | 3                   |       |  |
|  | Países Bajos      | 0                 |   |                     | Países Bajos        | 0     |  |

## Campeón
| Eurocopa Sub-18 1980  |
| --------------------- |
| Bandera de Inglaterra |
| Inglaterra 8º Título  |

## Clasificados al Mundial Sub-20
| - Alemania Federal - España | - Inglaterra - Italia | - Polonia - Rumania |